# Cida (futebolista)
Aparecida Santana de Lira, mais conhecida como Cida (Surubim, 11 de novembro de 1985), é uma futebolista brasileira que atua principalmente como zagueira, mas também pode jogar como volante.

## Carreira
Nascida em Tamanduá, pequeno vilarejo da cidade de Surubim, Pernambuco, Cida iniciou sua carreira no Náutico e posteriormente jogou pelo São Francisco do Conde e Vitória das Tabocas.
Em abril de 2015, ela se transferiu ao Santos, quando o time feminino foi restabelecido. Entre 2015 e 2019, ela atuou em 89 jogos, marcou cinco gols e participou das campanhas dos títulos dos campeonatos Paulista, de 2018, e Brasileiro, de 2017.
Em 24 de agosto de 2020, Cida assinou contrato com o Flamengo. O primeiro gol com a camisa do Flamengo foi contra o Iranduba, na vitória por 3 a 1, em 2020. Como capitã, ergueu a Taça Guanabara de 2020, disputada em 2021.
Em 23 de janeiro de 2024, retornou às Sereias da Vila com um contrato de um ano. Em junho, completou 100 jogos pelo clube e foi homenageada com uma placa. Ao final do ano deixou o clube, onde somou 18 partidas nesta segunda passagem.

## Títulos
Náutico
- Campeonato Pernambucano: 2005, 2006

São Francisco do Conde
- Campeonato Baiano: 2008, 2009, 2010

Vitória das Tabocas
- Campeonato Pernambucano: 2011, 2012, 2013, 2014

Santos
- Campeonato Brasileiro - Série A1: 2017
- Campeonato Paulista: 2018
- Copa Paulista: 2024

Flamengo
- Campeonato Carioca: 2021, 2023
- Copa Rio: 2023